# Parque natural nacional de Oleshky
El parque natural nacional del Arenal de Oleshky (en ucraniano: Олешківські піски національний природний парк) es un parque nacional de Ucrania, ubicado al sur de la parte baja del río Dniéper, a unos 25 kilómetros al este de la capital regional de Jersón, y a 70 kilómetros al noroeste de la península de Crimea. El parque presenta extensiones de suelo y arena de baja fertilidad, y una variedad de microhábitats inusuales. La zona no es un verdadero desierto, sino semiárido. A partir de 2019, se prohibieron estrictamente las visitas de miembros del público no acompañados, con advertencias de que el área estaba al lado de un campo de entrenamiento militar.  El parque está situado en el distrito administrativo (raión) de Kajovka en el óblast de Jersón.

## Topografía
El parque está ubicado en la ladera norte de la cuenca del Mar Negro. Se divide en dos zonas principales: 
- Radensk, la zona más extensa, destaca por la ausencia de pinares y por grandes dunas de arena en el centro (6780 hectáreas).[2]
- Burkut, zona de pinares, prados y lagos rodeada de estepa arenosa (1240 hectáreas).[3]

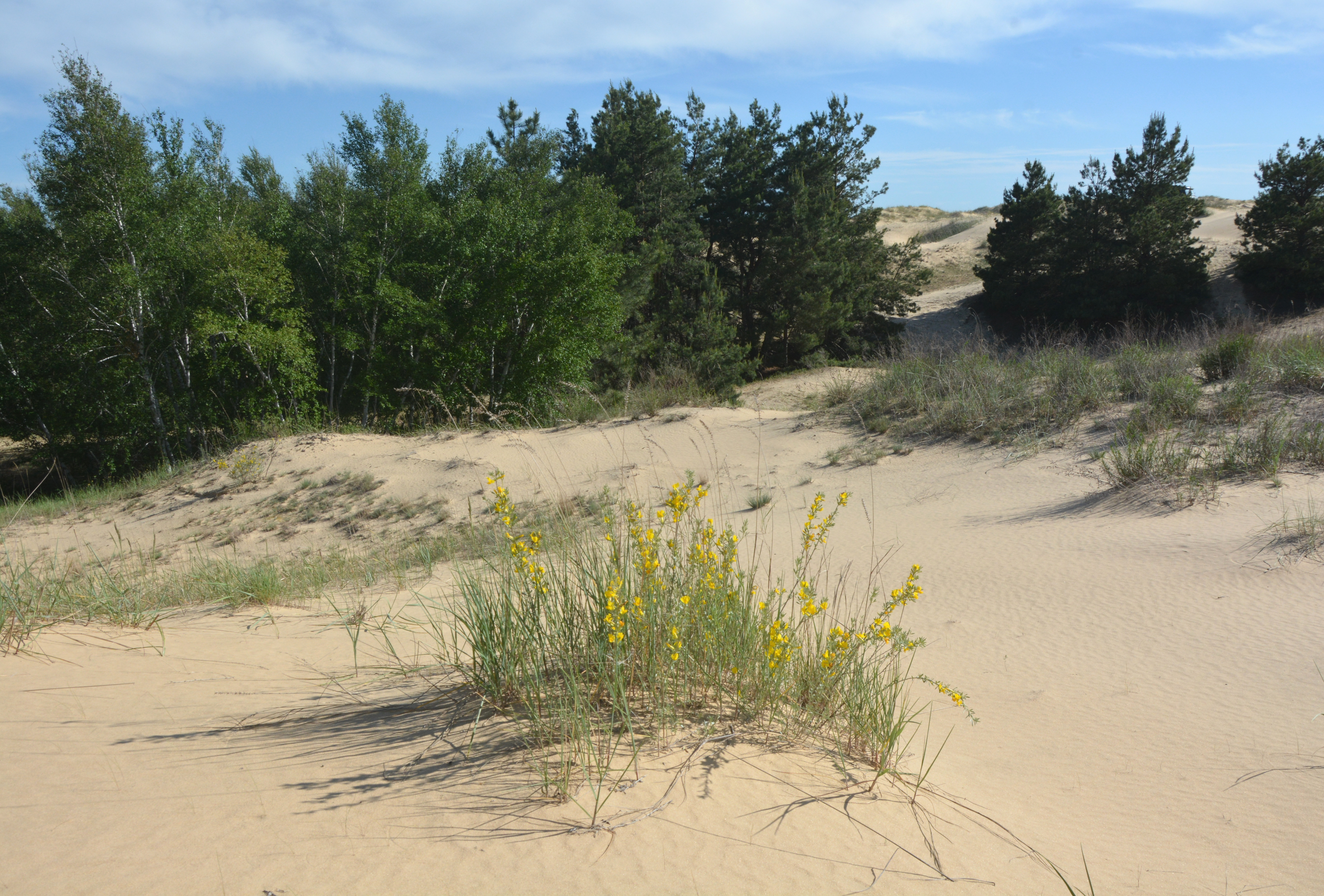
Rodales de arbustos y árboles rodeados de estepa arenosa en el interior del parque

## Clima y ecorregión
El clima del parque es Clima continental húmedo, con veranos cálidos (clasificación climática de Köppen (Dfb)). Este clima se caracteriza por grandes diferencias estacionales de temperatura y un verano cálido (al menos un mes con un promedio de más de 22 °C (71,6 °F), inviernos templados.
El parque natural nacional de Oleshky se encuentra en la ecorregión de la estepa póntica, una región que cubre una extensión de pastizales que se extiende desde la costa norte del Mar Negro hasta el oeste de Kazajistán.

## Flora y fauna
El paisaje es muy variado, con estepa arenosa, estepa semiárida, prados, cañaverales y masas forestales. Las dunas del sector de Radensk están intercaladas con parches de arbustos, lagos y abedules (12 % del área).

## Uso público
El sitio web de los parques advierte al público del peligro de una instalación militar cercana y prohíbe estrictamente las visitas no acompañadas por parte del público.